# کلو تپه ائل باغی
کلو تپه ائل باغی مربوط به سده‌های میانه دوران‌های تاریخی پس از اسلام است و در شهرستان سرآب، بخش مهربان، دهستان اردلان، روستای ائل باغی واقع شده و این اثر در تاریخ ۱۵ دی ۱۳۸۷ با شمارهٔ ثبت ۲۳۹۷۳ به‌عنوان یکی از آثار ملی ایران به ثبت رسیده است.